# Новые Маты
Новые Ма́ты (баш. Яңы Маты) — село в Бакалинском районе, Республики Башкортостан относится к Староматинскому сельсовету.

## История
До 2008 года — административный центр Новоматинского сельсовета. После
упразднения Новоматинского сельсовета село включено в состав Староматинского сельсовета (Закон Республики Башкортостан от 19.11.2008 N 49-з «Об изменениях в административно-территориальном устройстве Республики Башкортостан в связи с объединением отдельных сельсоветов и передачей населённых пунктов», ст.1 п.6) ж)).

## Географическое положение
Расстояние до:
- районного центра (Бакалы): 21 км,
- ближайшей ж/д станции (Туймазы): 95 км.

## Население
| 2002 | 2009 | 2010 |
| ---- | ---- | ---- |
| 392  | ↘387 | ↘323 |

Национальный состав
Согласно переписи 2002 года, преобладающая национальность — кряшены (62 %).